# Kagutsuchi
Kagutsuchi (jap. 迦具土の神 Kagutsuchi no kami) lub Homusubi (jap. 火産霊) – bóg ognia w japońskiej religii shintō.
Zgodnie z treścią mitu był ostatnim dzieckiem Izanami i Izanagiego. Matka podczas porodu została śmiertelnie poparzona i odeszła do krainy ciemności. Rozwścieczony ojciec porąbał syna na kawałki, a z krwi i części jego ciała narodzili się kolejni bogowie.
Główny chram bóstwa znajduje się na szczycie góry Atago niedaleko Kioto. W przeszłości kult Kagutsuchi był bardzo silny, mocno obawiano się tego bóstwa i wznoszono doń modły o zabezpieczenie przed pożarami (które, przy wznoszonych tradycyjnie z drewna budowlach, zdarzały się bardzo często). Do tej pory na początku nowego roku obchodzone jest święto zwane hi-matsuri, w trakcie którego wierni przynoszą do domu pochodnie, odpalone w chramie od ognia roznieconego przez kapłana.